# Араз (футбольный клуб, Баку)
«Араз» — советский футбольный клуб из Баку. Основан не позднее 1990 года.

## Достижения
- В третьей лиге СССР — 6 место (в зональном турнире третьей лиги 1991 год).
- Чемпион Азербайджанской ССР (1963,1967,1969,1973,1974,1975,1976).
- Обладатель Кубка Азербайджанской ССР (1988).